# فيزه
فيزه (تُلفظ بالألمانية: [ˈve:t͡sə]) هي بلدية بمنطقة Lower Rhine (Niederrhein)، في الجزء الشمالي الغربي من شمال الراين-وستفاليا في ضاحية Kleve بمنطقة دوسلدورف.

## أعلام
- رونالد بوفالا